# 万泉河

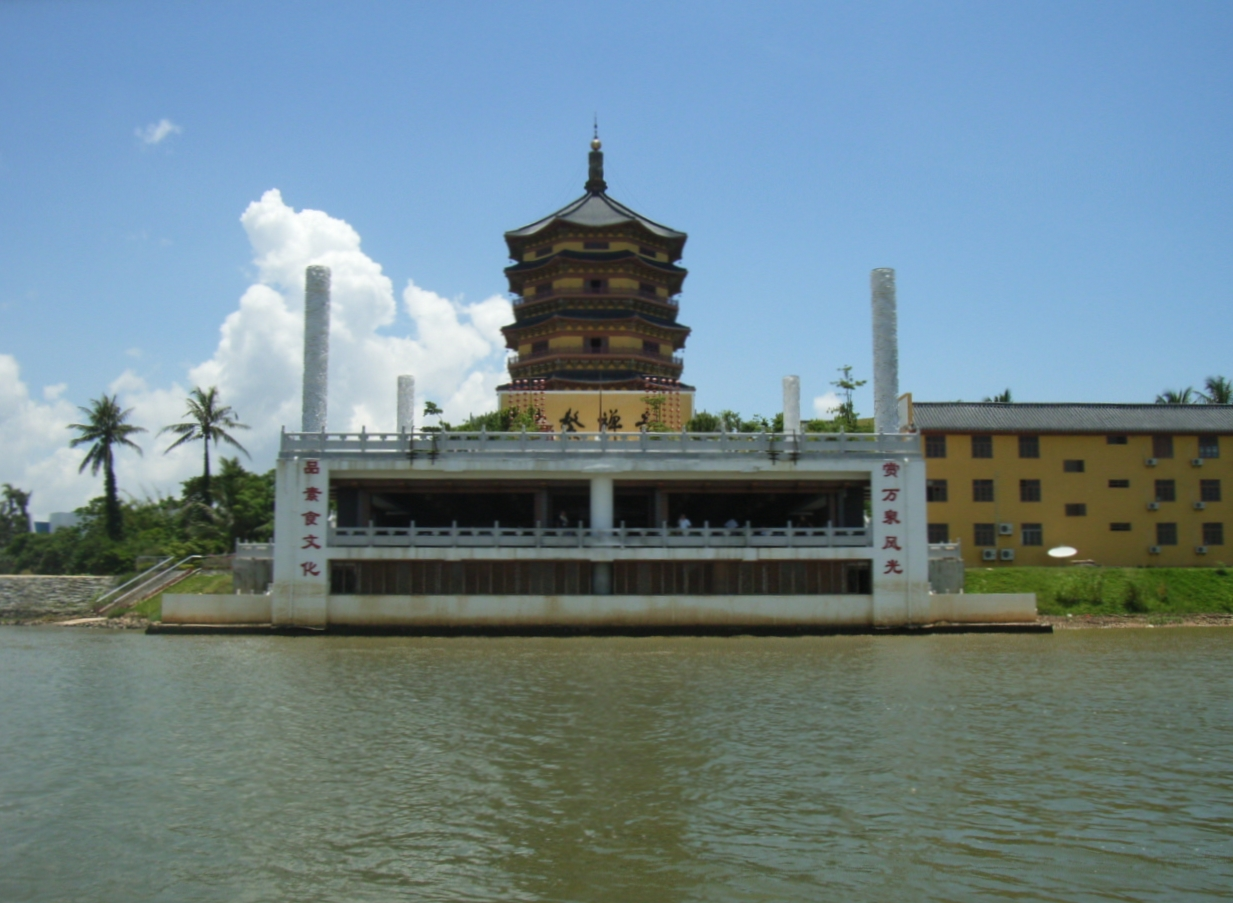
位於博鰲襌寺附近的萬泉河，下一站是東面的鰲強萬泉河漂流、博鰲金海岸大酒店、觀光熱點玉帶灘及南中國海。

万泉河是海南岛第三大河，发源于五指山，由西向东流，在琼海市博鳌镇汇入南海。全长162公里，流域面积3693平方公里。上游为山区，河面狭窄，水流湍急，下游河面宽阔，水流平缓。

## 河名由来
万泉河 过去叫多水河，相传1325年，元朝太子图帖睦尔因宫廷权变被流放多水河畔。3年后，枢密院事燕铁木儿用武力赢得了拥立太子的胜利，图帖睦尔回去即位时，多水河两岸人民夹岸欢送，高呼：“太子万全，一路万全”。图帖睦尔即位3年后，下诏将伴其渡过3年流放生活的“多水河”更名为“万泉河”。

## 水文状况
万泉河南源为乘坡河（乐会水），发源于五指山；北源为大边河（定安水），发源于凤门岭和黎母山，两者汇合于琼海的合口咀，全长162千米，流域面积3693平方千米，总落差800米，平均坡降1.12%。
流域面积100平方千米以上的支流共有9条，主要在琼中境内。
建有大型水库一座：牛路岭水库。

## 旅游
样板戏芭蕾舞剧《红色娘子军》和歌曲《我爱五指山，我爱万泉河》使万泉河成为中国人民家喻户晓的一条河流，全国各地的旅游者慕名而来，现在万泉河是海南著名的风景名胜区。